# Nekrolog 1753
Nekrolog
◄◄
| ◄
| 1749
| 1750
| 1751
| 1752
| 1753 | 1754 | 1755 | 1756 | 1757 | ► | ►►
Weitere Ereignisse | Allgemeiner Nekrolog 1753
Die Beschreibung der verstorbenen Person sollte so kurz wie möglich gehalten sein und nur deren signifikante Tätigkeit(en) enthalten.
Neue Namen ggf. auch unter dem Geburts- und Sterbedatum, also etwa unter 1. Januar und im Geburts- und Sterbejahr (2024) eintragen (nur bei entsprechender großer Wichtigkeit). Für Beispiele siehe die schon vorhandenen Artikel.
Außerdem über die fünf zuletzt Verstorbenen, zu denen es einen ausreichend guten Artikel für eine Präsentation auf der Hauptseite gibt, nach der todesbedingten Überarbeitung der Artikel ggf. auch unter Wikipedia Diskussion:Hauptseite informieren und sie am besten auch in den anderen Wikipedia-Sprachversionen eintragen. Tipp: Regelmäßig bei news.google.de nach „ist tot“, „gestorben“ oder „verstorben“ suchen.
Wenn eine Person gestorben ist, gibt es viele Seiten zu dieser Person in der Wikipedia, die davon auch betroffen sind und entsprechend aktualisiert werden müssen. Beispiele: Namenübersichtsseite, Geburtsjahr, Geburtsort-Seiten und viele mehr.
Wie finde ich die betroffenen Seiten?
Im Suchfeld auf der linken Seite gibt man den Suchbegriff so ein: „Vorname Nachname“. Dann klickt man auf Volltext und alle Seiten mit entsprechendem Suchtext werden aufgerufen. Hier sieht man dann schnell, wo auch das Todesjahr Sinn macht oder sogar ein Teil des Artikels angepasst werden muss. Auch hilft das „Werkzeug“ auf der linken Seite sehr gut, um solche Seiten aufzufinden: „Links auf diese Seite“. Somit ist die Wikipedia wieder aktuell in allen Bereichen! Hinweis: bei Eintragung der Kategorie „Gestorben JAHR“ wird der Missbrauchsfilter 49 ausgelöst, was jedoch nicht schlimm ist. Siehe: Spezial:Missbrauchsfilter/49
Dies ist eine Liste von im Jahr 1753 verstorbenen bekannten Persönlichkeiten. Die Einträge erfolgen innerhalb der einzelnen Daten alphabetisch sortiert. Tiere sind im Nekrolog für Tiere zu finden.

## Januar
| Tag        | Name                                              | Beruf, bekannt als                                                                  | Alter | Beleg |
| ---------- | ------------------------------------------------- | ----------------------------------------------------------------------------------- | ----- | ----- |
| 2. Januar  | Ólafur Gíslason                                   | isländischer Geistlicher, Bischof von Skálholt                                      | 61    |       |
| 4. Januar  | August Beyer                                      | Markscheider, Bergbeamter                                                           | 75    |       |
| 5. Januar  | Andreas Jakob von Dietrichstein                   | Erzbischof von Salzburg                                                             | 63    |       |
| 6. Januar  | Heinrich Grote zu Schauen                         | Wirklicher Geheimer Rat, hannoverischer Beamter und Politiker sowie Kammerpräsident | 77    |       |
| 7. Januar  | Friedrich Girtanner                               | Schweizer Bürgermeister und Tagsatzungsgesandter                                    | 88    |       |
| 11. Januar | Friedrich Muzel                                   | deutscher Schulmann                                                                 |       |       |
| 11. Januar | Hans Sloane                                       | englischer Wissenschaftler, Arzt und Botaniker                                      | 92    |       |
| 13. Januar | Jakob Hendrik Croeser                             | niederländischer Mediziner                                                          | 61    |       |
| 14. Januar | George Berkeley                                   | irischer Theologe, Empirist und Philosoph der Aufklärung                            | 67    |       |
| 14. Januar | Simpert Kraemer                                   | deutscher Baumeister und Architekt                                                  | 73    |       |
| 17. Januar | Carl Joseph von Dewitz                            | preußischer Justizjurist und Diplomat                                               | 35    |       |
| 19. Januar | André Joseph Panckoucke                           | französischer Schriftsteller und Verleger                                           | 49    |       |
| 19. Januar | Georg Wilhelm Pötzinger                           | lutherischer Theologe, Mathematiker und Hochschullehrer                             | 43    |       |
| 20. Januar | Anna Maria von Liechtenstein                      | Fürstin von Liechtenstein                                                           | 53    |       |
| 20. Januar | Albert Joseph Conlin                              | deutscher katholischer Priester und Schriftsteller                                  | 83    |       |
| 20. Januar | Henriette Christine von Braunschweig-Wolfenbüttel | Äbtissin des Kaiserlich freien weltlichen Reichsstifts von Gandersheim              | 83    |       |
| 20. Januar | Johann Heinrich Schramm                           | deutscher reformierter Theologe                                                     | 76    |       |
| 23. Januar | Louise Bénédicte de Bourbon                       | französische Adlige und Schriftstellerin                                            | 76    |       |
| 28. Januar | Israel Gottlieb Canz                              | deutscher Philosoph, evangelischer Geistlicher und Theologe                         | 62    |       |
| 28. Januar | Dismar Degen                                      | niederländischer Maler                                                              |       |       |
| 28. Januar | Konrad Detlev von Dehn                            | deutscher Diplomat und Minister                                                     |       |       |
| 28. Januar | Siard Nosecký                                     | böhmischer Barockmaler                                                              | 59    |       |

## Februar
| Tag         | Name                                             | Beruf, bekannt als                                                                        | Alter | Beleg |
| ----------- | ------------------------------------------------ | ----------------------------------------------------------------------------------------- | ----- | ----- |
| 3. Februar  | Philip van Dijk                                  | niederländischer Genre- und Porträtmaler                                                  | 70    |       |
| 3. Februar  | Antonio Maria Ruffo                              | Kardinal der römisch-katholischen Kirche                                                  | 65    |       |
| 3. Februar  | Charles Hector de Saint George Marquis de Marsay | französisch-deutscher Radikalpietist, Mystiker und Quietist                               |       |       |
| 4. Februar  | Anna Emerentia von Reventlow                     | deutsche Gräfin, Wohltäterin und Priorin des Klosters Uetersen                            |       |       |
| 7. Februar  | Giovanni Alberto Ristori                         | italienischer Komponist des Spätbarock am sächsischen Hof                                 |       |       |
| 9. Februar  | Carl Hårleman                                    | schwedischer Architekt und Politiker                                                      | 52    |       |
| 16. Februar | Giacomo Facco                                    | italienischer Violinist, Kapellmeister und Komponist                                      | 77    |       |
| 16. Februar | Tommaso Ruffo                                    | italienischer Kardinal                                                                    | 89    |       |
| 17. Februar | Karl Heinrich Lange                              | deutscher Theologe und Pädagoge                                                           | 49    |       |
| 19. Februar | Christian Wilhelm von Löwenfinck                 | deutscher Porzellan- und Fayencemaler                                                     |       |       |
| 22. Februar | Eleonore Maria Anna von Löwenstein-Wertheim      | Gräfin von Löwenstein-Wertheim und durch Heirat Landgräfin von Hessen-Rheinfels-Rotenburg |       |       |
| 23. Februar | Willem Frans Cox                                 | Priester im Deutschen Orden                                                               |       |       |

## März
| Tag      | Name                             | Beruf, bekannt als                                | Alter | Beleg |
| -------- | -------------------------------- | ------------------------------------------------- | ----- | ----- |
| 8. März  | Friedrich Maximilian von Lersner | deutscher Librettist und Bürgermeister            | 56    |       |
| 1. März  | Franciscus Pappus von Tratzberg  | Benediktinerabt                                   | 80    |       |
| 9. März  | Adam Johann Joseph Andrássy      | kaiserlicher Feldmarschall-Lieutenant             |       |       |
| 13. März | Antonio Saverio Gentili          | italienischer Kurienkardinal der Römischen Kirche | 72    |       |
| 19. März | Johann Georg Stengg              | steirischer Barockbaumeister und Architekt        | 63    |       |
| 21. März | Franz Ernst Brückmann            | deutscher Mediziner                               | 55    |       |
| 21. März | Jacob Severin                    | dänischer Kaufmann                                | 61    |       |
| 24. März | Arend Diedrich von der Pahlen    | deutsch-estnischer Grundbesitzer                  |       |       |

## April
| Tag       | Name                           | Beruf, bekannt als | Alter | Beleg |
| --------- | ------------------------------ | --- | ----- | ----- |
| 6. April  | Johann Friedrich Falke         | deutscher Pfarrer, Historiker und Fälscher                                                                                    | 54    |       |
| 10. April | Rutger Fuchs                   | schwedischer Freiherr, Generalmajor, Ritter des Seraphinenorden, Kommandeur des Schwertorden und Oberstatthalter in Stockholm | 70    |       |
| 11. April | Lorenz Strahlborn              | deutscher Stück- und Glockengießer                                                                                            |       |       |
| 16. April | Reinhold Friedrich von Sahme   | deutscher Jurist | 70    |       |
| 17. April | Erdmann Friedrich von Schwerin | Landrat des Usedom-Wollinschen Kreises                                                                                        | 48    |       |
| 27. April | Marcus Tidemann                | Lübecker Kaufmann und Ratsherr                                                                                                |       |       |

## Mai
| Tag     | Name                         | Beruf, bekannt als                                            | Alter | Beleg |
| ------- | ---------------------------- | ------------------------------------------------------------- | ----- | ----- |
| 1. Mai  | Johann Gottfried von Hahn    | deutscher Arzt und Medizinalrat in Breslau                    | 59    |       |
| 7. Mai  | Karl Wilhelm von Jeetze      | Kommandeur eines Grenadierbataillons                          | 42    |       |
| 8. Mai  | Maximilian von Hessen-Kassel | deutscher Feldmarschall                                       | 63    |       |
| 10. Mai | Nicolas Fatio de Duillier    | Schweizer Mathematiker                                        | 89    |       |
| 11. Mai | Jean-Joseph Languet de Gergy | französischer Bischof                                         | 75    |       |
| 19. Mai | Jacques Aubert               | französischer Violinist und Komponist                         | 63    |       |
| 26. Mai | Maria Caecilia Attenhofer    | Schweizer Äbtissin                                            | 77    |       |
| 27. Mai | Anton Heinrich Walbaum       | deutscher Pietist und Hofrat des Herzogs von Sachsen-Saalfeld | 56    |       |
| 28. Mai | Sóror Maria do Céu           | portugiesische Nonne und Lyrikerin                            | 94    |       |
| 31. Mai | Jodocus Hermann Nünning      | katholischer Geistlicher und Antiquar                         | 78    |       |

## Juni
| Tag      | Name                                         | Beruf, bekannt als                                                                          | Alter | Beleg |
| -------- | -------------------------------------------- | ------------------------------------------------------------------------------------------- | ----- | ----- |
| 3. Juni  | Johann Philipp Anton von und zu Frankenstein | Bamberger Fürstbischof                                                                      | 58    |       |
| 8. Juni  | Joachim Christoph Nemeitz                    | deutscher Hofmeister und Schriftsteller                                                     | 74    |       |
| 10. Juni | Joachim Ludwig Schultheiß von Unfriedt       | deutscher Architekt                                                                         |       |       |
| 13. Juni | Marie Huber                                  | Schweizer Übersetzerin, Herausgeberin und Verfasserin theologischer Werke                   | 58    |       |
| 16. Juni | John von Collas                              | deutsch-französischer Gelehrter, Wissenschaftler, Baumeister und Gutsbesitzer in Ostpreußen | 74    |       |
| 17. Juni | Johannes Thoma                               | deutscher Bauer und Salpeterer in der Grafschaft Hauenstein                                 | 52    |       |
| 30. Juni | Conrad Iken                                  | deutscher evangelischer Geistlicher                                                         | 63    |       |

## Juli
| Tag      | Name                                    | Beruf, bekannt als                                                                            | Alter | Beleg |
| -------- | --------------------------------------- | --------------------------------------------------------------------------------------------- | ----- | ----- |
| 5. Juli  | Karl Franz Buddeus                      | deutscher Jurist und Staatsmann                                                               | 58    |       |
| 13. Juli | Sten Carl Bielke                        | schwedischer Freiherr und Mitbegründer der Königlich Schwedischen Akademie der Wissenschaften | 44    |       |
| 14. Juli | Adam Friedrich von Glafey               | deutscher Archivar und Rechtshistoriker                                                       | 61    |       |
| 15. Juli | Johann Georg Maximilian von Fürstenhoff | deutscher Baumeister                                                                          |       |       |
| 18. Juli | Johann Dietrich Busch                   | deutscher Orgelbauer                                                                          | 52    |       |
| 18. Juli | Bernhard Krackau                        | deutscher evangelisch-lutherischer Geistlicher                                                | 50    |       |
| 27. Juli | Johann Baptist Waltrin                  | französischer Orgelbauer                                                                      | 45    |       |

## August
| Tag        | Name                                        | Beruf, bekannt als | Alter | Beleg |
| ---------- | ------------------------------------------- | --- | ----- | ----- |
| 3. August  | Ernst Alexander Otto Cornelius Pagenstecher | Rektor der Hohen Schule Herborn                                                                                                 | 55    |       |
| 4. August  | Gottfried Silbermann                        | deutscher Orgelbauer | 70    |       |
| 5. August  | Johann Gottfried Auerbach                   | kaiserlicher Hofmaler zu Wien                                                                                                   | 55    |       |
| 5. August  | Karl Friedrich von Derschau                 | preußischer Generalmajor, Chef des Füsilier-Regiments Nr. 47                                                                    | 54    |       |
| 6. August  | Georg Wilhelm Richmann                      | deutscher Physiker | 42    |       |
| 7. August  | Markus Gattinger                            | bayerischer Kunstschmied | 40    |       |
| 8. August  | David Johann Rahr                           | deutsch-baltischer evangelisch-lutherischer Pastor auf Ösel                                                                     | 76    |       |
| 19. August | Daniel Eberhard Baring                      | deutscher Bibliothekar und Historiker, Autor, Paläograph und Diplomat                                                           | 62    |       |
| 19. August | Balthasar Neumann                           | Baumeister des Barock | 66    |       |
| 28. August | Francesco Scipriani                         | italienischer Cellist und Komponist                                                                                             | 75    |       |
| 29. August | Henning Franz von Münchow                   | preußischer Jurist, Präsident des Hofgerichts Köslin                                                                            | 70    |       |
| August     | Hans Friedrich von der Kettenburg           | deutscher Jurist, mecklenburgischer und holsteinischer Diplomat am kaiserlichen Hof in Wien und Hofgerichtspräsident in Güstrow | 82    |       |

## September
| Tag           | Name                                     | Beruf, bekannt als                                                                  | Alter | Beleg |
| ------------- | ---------------------------------------- | ----------------------------------------------------------------------------------- | ----- | ----- |
| 3. September  | Hans Joachim von Kleist                  | preußischer Grenadier-Hauptmann und pommerscher Landrat                             |       |       |
| 4. September  | Philipp Millauer                         | deutscher Baumeister des Rokoko                                                     | 43    |       |
| 5. September  | Joachim Oporin                           | deutscher lutherischer Theologe                                                     | 57    |       |
| 7. September  | Johann Ludwig Kübel                      | deutscher Rechtsanwalt, Bürgermeister von Heilbronn (1732–1753)                     | 68    |       |
| 9. September  | Bertrand François Mahé de La Bourdonnais | französischer Admiral                                                               | 54    |       |
| 10. September | Christian Hieronymus von Stutterheim     | markgräflich-brandenburg-kulmbachischer Wirklicher Geheimer Rat und erster Minister | 62    |       |
| 11. September | Johann Joseph Wratislaw von Mitrowitz    | Bischof von Königgrätz                                                              | 59    |       |
| 14. September | Karl Gottlieb Knorre                     | deutscher Rechtswissenschaftler                                                     | 57    |       |
| 14. September | Raimund Schedelberger                    | österreichischer Zisterzienserabt                                                   | 57    |       |
| 16. September | Georg Wenzeslaus von Knobelsdorff        | deutscher Baumeister, Maler und Architekt in Preußen                                | 54    |       |
| 20. September | Johann Georg Weishaupt                   | deutscher Rechtswissenschaftler                                                     | 37    |       |
| 21. September | Leopold Heinrich Wilhelm von Schorror    | römisch-katholischer Titularbischof und Apostolischer Vikar                         | 49    |       |
| 24. September | Georg Gebel                              | deutscher Komponist                                                                 | 43    |       |
| 28. September | Johann Georg Greiff                      | deutscher Bildhauer                                                                 |       |       |
| 30. September | Ferdinand Delamonce                      | französischer Architekt, Maler und Zeichner                                         | 75    |       |

## Oktober
| Tag         | Name                                  | Beruf, bekannt als                          | Alter | Beleg |
| ----------- | ------------------------------------- | ------------------------------------------- | ----- | ----- |
| 7. Oktober  | Herman Kaau-Boerhaave                 | niederländischer Mediziner                  | 48    |       |
| 12. Oktober | Friedrich Detlov Gustav von Averdieck | preußischer Beamter                         |       |       |
| 12. Oktober | Danvers Osborn, 3. Baronet            | Gouverneur der britischen Kolonie New York  | 37    |       |
| 16. Oktober | Louis Auguste de Rohan-Chabot         | französischer Adliger und Offizier          | 31    |       |
| 19. Oktober | Erasmus Bielfeldt                     | deutscher Orgelbauer                        |       |       |
| 19. Oktober | Christian Schmidt                     | nassauischer Schreiner des Hadamarer Barock | 45    |       |
| 20. Oktober | Georg Dietloff von Arnim-Boitzenburg  | preußischer Minister                        | 74    |       |
| 21. Oktober | Johann Georg Widmann                  | deutscher Missionar                         | 56    |       |
| 22. Oktober | Peter von Bemmel                      | deutscher Landschaftsmaler                  | 68    |       |
| 23. Oktober | Karl Heinrich Rappolt                 | deutscher Philosoph                         | 51    |       |
| 29. Oktober | Johann Gottfried Fehre                | deutscher Architekt                         |       |       |

## November
| Tag          | Name                            | Beruf, bekannt als                                               | Alter | Beleg |
| ------------ | ------------------------------- | ---------------------------------------------------------------- | ----- | ----- |
| 3. November  | Hans Carl von Kirchbach         | kursächsischer Berghauptmann                                     | 49    |       |
| 4. November  | Johann Nikolaus Bach            | deutscher Komponist aus der Familie Bach                         | 84    |       |
| 9. November  | Karl August                     | Fürst von Nassau-Weilburg                                        | 68    |       |
| 16. November | Nicolas Racot de Grandval       | französischer Komponist, Cembalist und Dramaturg                 |       |       |
| 19. November | Christian Friedrich Börner      | deutscher lutherischer Theologe                                  | 70    |       |
| 24. November | Johann Georg Weber              | deutscher lutherischer Theologe                                  | 66    |       |
| 25. November | Peter Becker                    | deutscher Mathematiker und Theologe                              | 81    |       |
| November     | Giovanni Maria Angelo Bononcini | italienischer Geiger, Cellist, Posaunist, Organist und Komponist | ≈75   |       |
| November     | Giuseppe Valentini              | italienischer Violinist Komponist                                | 71    |       |

## Dezember
| Tag          | Name                                 | Beruf, bekannt als                                                                         | Alter | Beleg |
| ------------ | ------------------------------------ | ------------------------------------------------------------------------------------------ | ----- | ----- |
| 3. Dezember  | Richard Boyle, 3. Earl of Burlington | britischer Adliger und Gentleman-Architekt                                                 | 59    |       |
| 5. Dezember  | Hieronymus Laub                      | deutscher Mediziner, Staatsarzt und Leibarzt des dänischen Königs, Mitglied der Leopoldina | 69    |       |
| 6. Dezember  | Luigi Riccoboni                      | italienischer Schauspieler und Theaterleiter                                               | 77    |       |
| 6. Dezember  | Johann Georg Schott                  | Großfürstlich Holsteinischer Baumeister und Architekt                                      | 63    |       |
| 8. Dezember  | Georg Friedrich Schmiegd             | deutscher Holz- und Steinbildhauer des Barock                                              |       |       |
| 23. Dezember | Paul Rehfeld                         | evangelischer Geistlicher                                                                  | 65    |       |
| 23. Dezember | Josef Amonte                         | österreichischer Maler                                                                     | 50    |       |
| 25. Dezember | Augustin Buddeus                     | deutscher Mediziner                                                                        | 58    |       |
| Dezember     | Johann Christian Adami               | deutscher lutherischer Theologe                                                            | 64    |       |
| Dezember     | Johann Carl König                    | deutscher Rechtswissenschaftler und Hochschullehrer                                        | 48    |       |

## Datum unbekannt
| Tag | Name                        | Beruf, bekannt als                                                                                 | Alter | Beleg |
| --- | --------------------------- | -------------------------------------------------------------------------------------------------- | ----- | ----- |
|     | Bernhard Sigismund von Berg | preußischer Oberst und Regimentschef                                                               |       |       |
|     | Claude François Geoffroy    | französischer Chemiker                                                                             |       |       |
|     | Hagop Bedros II. Hovsepian  | Patriarch von Kilikien der Armenisch-katholischen Kirche                                           |       |       |
|     | Hölster Heinke              | niederländischer Straßenräuber                                                                     |       |       |
|     | Johann Georg Hellbrunn      | deutscher Architekt und Ratsbaumeister                                                             |       |       |
|     | Liborius Müller             | deutscher Orgelbauer                                                                               |       |       |
|     | Pierre Joseph du Plat       | kurhannoverscher Kartograf                                                                         |       |       |
|     | Giuseppe Sardi              | italienischer Architekt des Barock                                                                 |       |       |
|     | Balthasar Suiter            | deutscher Stuckateur und Baumeister des Rokoko                                                     |       |       |
|     | Olof Torén                  | schwedischer Naturforscher                                                                         |       |       |
|     | Adam Gottfried Uhlich       | Schauspieler, Schriftsteller                                                                       |       |       |
|     | Urbain de Vandenesse        | französischer Arzt und Enzyklopädist                                                               |       |       |
|     | Matthias Winkler            | österreichischer kaiserlicher Hofsteinmetzmeister des Barock, Dombaumeister zu St. Stephan in Wien |       |       |